# 康城站公共運輸交匯處

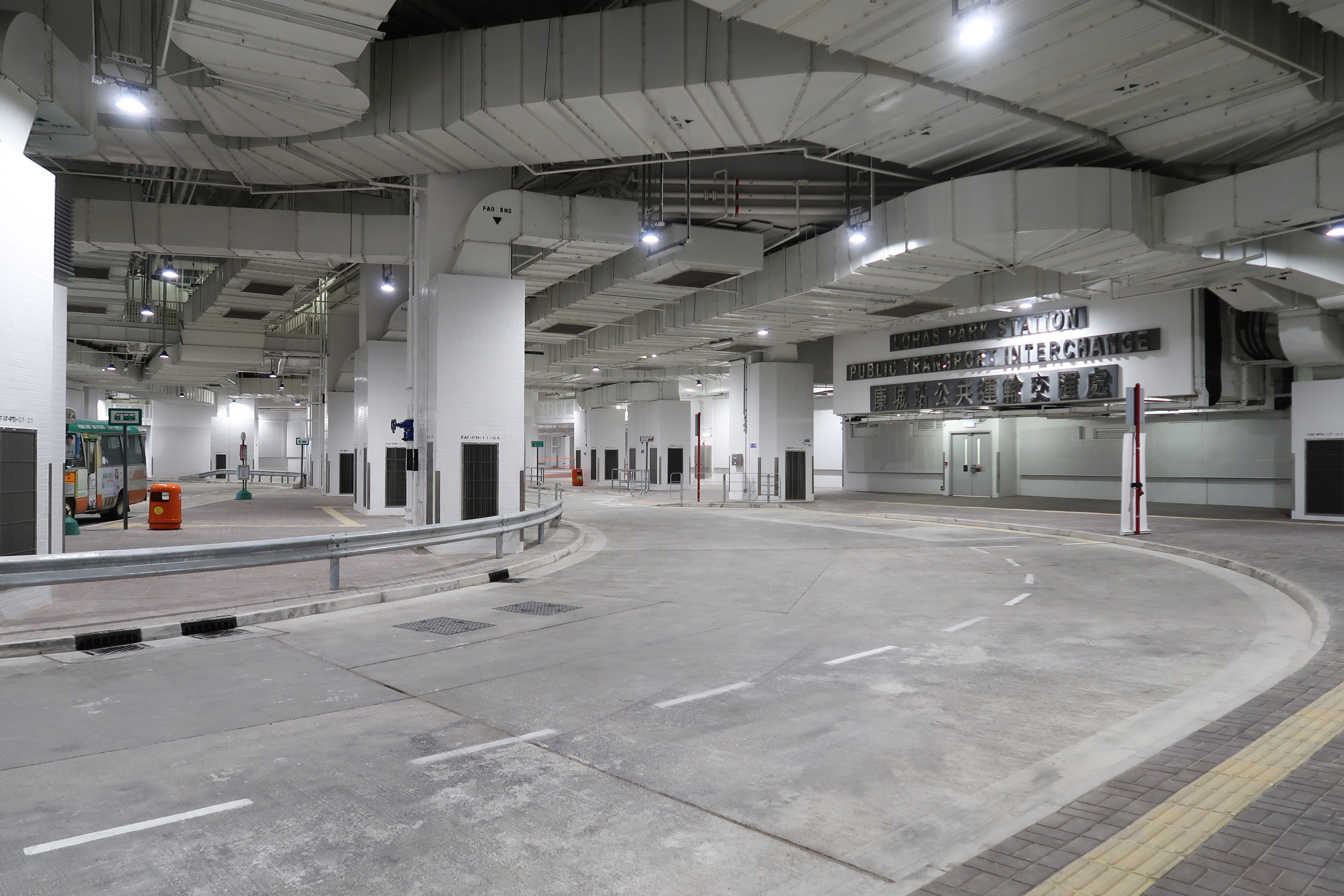
小巴站

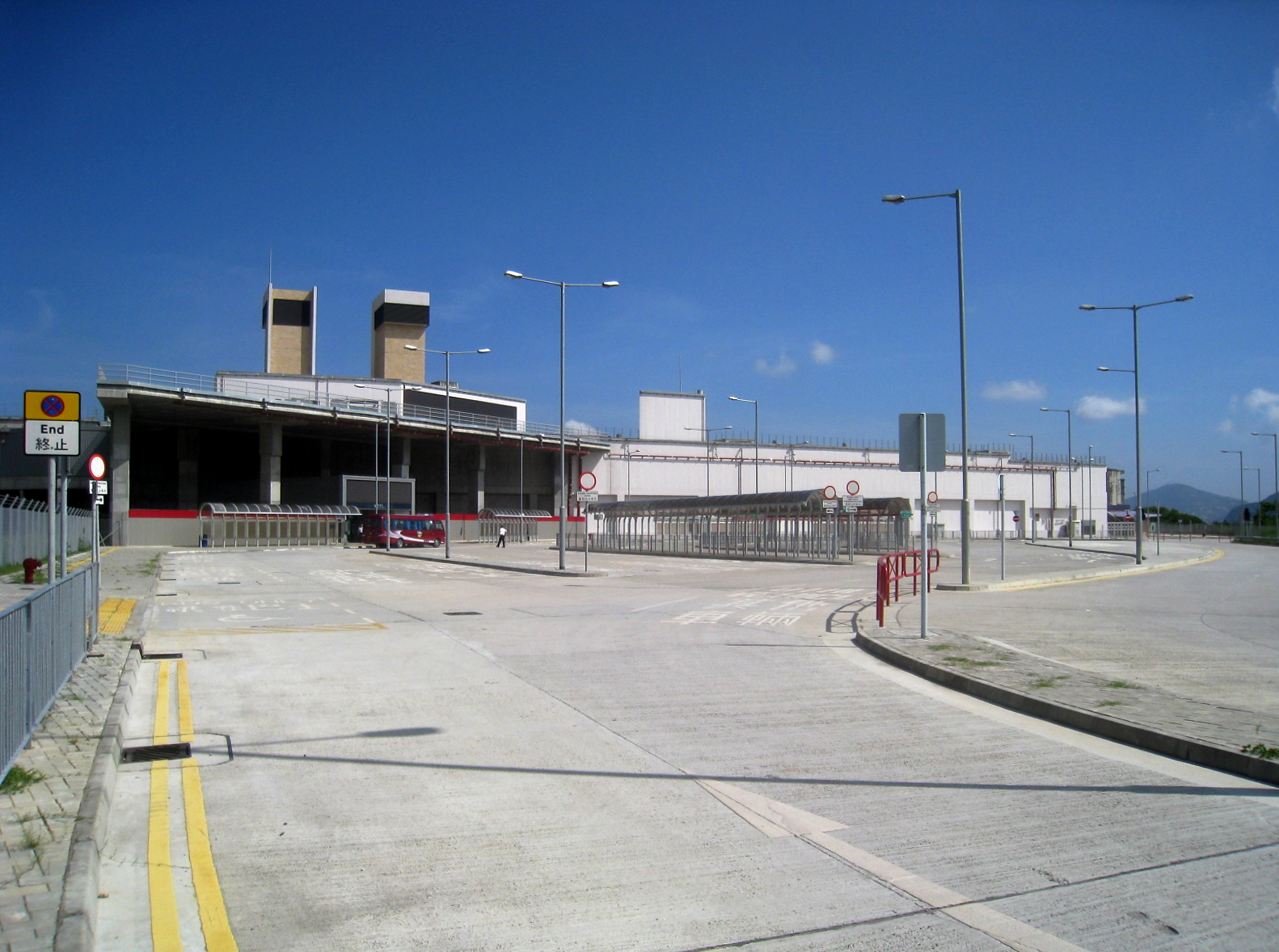
臨時公共運輸交匯處（2009年）

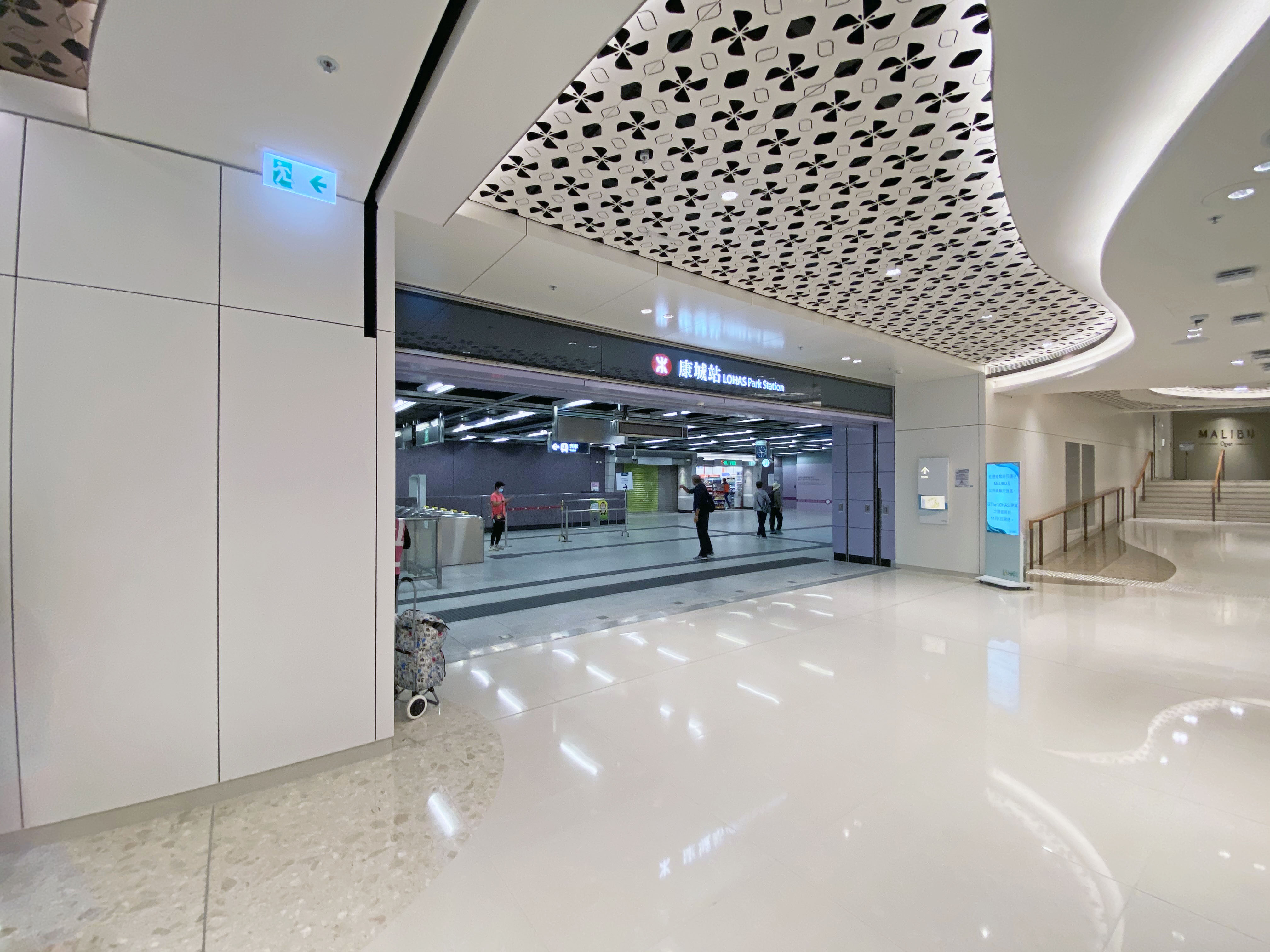
港鐵康城站

康城站公共運輸交匯處（英語：LOHAS Park Station Public Transport Interchange (PTI)）是一個位於香港西貢區小赤沙日出康城的公共運輸交匯處，在2009年7月24日啟用。位於香港西貢區小赤沙日出康城第3期緻藍天及第5期MALIBU基座；舊有露天總站在2009年7月24日投入服務，於2020年10月31日遷往現時的永久有蓋公共運輸交匯處，連接「The LOHAS 康城」商場及港鐵康城站B出口。

## 歷史
日出康城首都已於2009年7月26日開始入伙，並與康城站同日啟用，而康城站臨時公共運輸交匯處則率先於7月24日啟用，康城站公共運輸交匯處設於港鐵康城站A出口旁側。
直至2011年2月14日起，此交匯處才有首項該處為總站的公共運輸服務，當日起新界區專線小巴112M線正式投入服務，為日出康城居民與將軍澳工業邨上班或下班人士提供接駁港鐵的服務。至於公共巴士方面，要到2011年8月14日起才有巴士路線駛入，當日起新巴796X線遷入該總站，另外早晨特快線796P及九巴98D的日出康城特別班次，亦於翌日（2011年8月15日）投入服務。
由於日出康城仍在發展中，原先的露天公共運輸交匯處只屬臨時性質，所有仍使用此站的巴士路線在2020年10月31日起搬遷到現時位於日出康城第3期緻藍天及第5期MALIBU基座，並成為一個永久性的公共運輸交匯處，而舊有的公共運輸交匯處的位置日後則會發展成日出康城第13期。

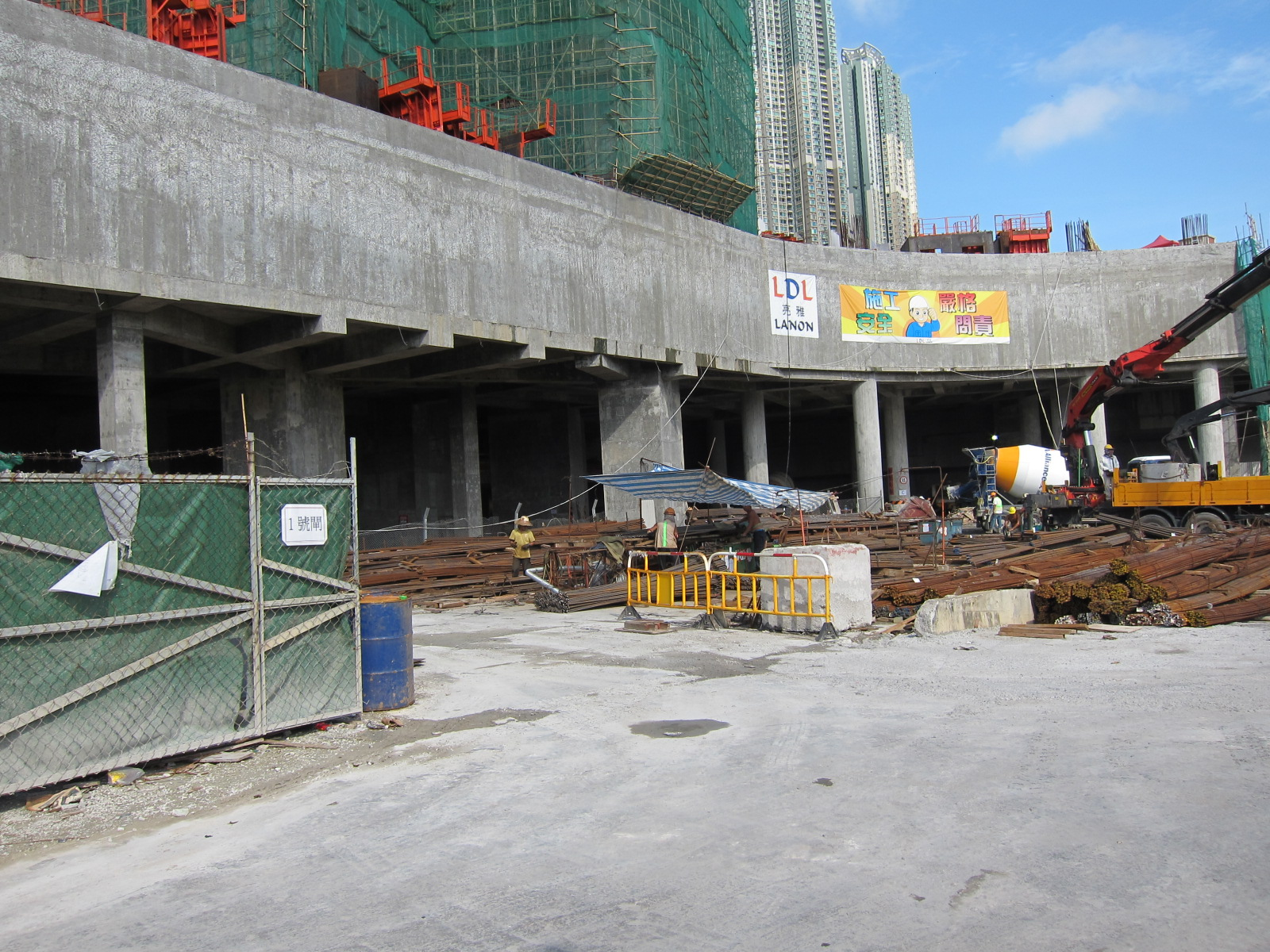
興建中的日出康城第3期地面已預留空間作為永久性的公共運輸交匯處

## 設計
於2020年10月31日前使用的臨時公共運輸交匯處為露天坑狀型設計。
目前正在使用的永久公共運輸交匯處位於日出康城第3期緻藍天及第5期MALIBU基座，為室內鋸齒型設計，有良好的通風系統及樓底較其他交匯處高；此外，也將設有洗手間，通道連接「The LOHAS 康城」商場，乘客須經過商場方可到達港鐵康城站B出口。

## 總站路線資料（巴士）

### 九龍巴士98D線（特別班次）
- 康城站 → 尖沙咀東

此線為日出康城開出特別班次，2011年8月15日起增設，途經清水灣半島、坑口、將軍澳隧道、觀塘繞道、佐敦及尖沙咀，袛開星期一至五開出四班。

### 過海隧道巴士191R線
- 灣仔（會展新翼） → 康城站

### 九龍巴士290X線
- 日出康城 ↔ 荃灣西站

提供由日出康城、清水灣半島、將軍澳市中心、調景嶺、尚德邨、翠林邨、康盛花園、安達臣道發展區、彩雲邨、彩虹邨及黃大仙中心經龍翔道及呈祥道往返葵芳、葵興、大窩口及荃灣市中心的直接服務，於2017年2月27日起投入服務；早上繁忙時間往康城站班次繞經消防及救護學院。

### 城巴797線
- 日出康城 ↺ 新蒲崗
- 日出康城 → 新蒲崗 → 將軍澳工業邨

2020年10月2日起投入服務，途經清水灣半島、將軍澳隧道、觀塘商貿區、九龍灣商貿區、彩虹邨、鑽石山及新蒲崗。

### 城巴A28線
- 日出康城 ↔ 機場

於2015年9月27日投入服務，前身為A29P線，2023年12月18日起改稱A28。途經清水灣半島、將軍澳市中心、調景嶺、尚德邨、翠林邨、康盛花園、寶達邨、安達邨、安泰邨、彩雲邨、牛池灣、鑽石山、黃大仙、呈祥道、青葵公路、青嶼幹線、一號客運大樓及港珠澳大橋香港口岸。

### 九龍巴士N290線
- 荃灣西站 ↔ 日出康城

提供由荃灣市中心、大窩口、葵興及葵芳經呈祥道及龍翔道往返黃大仙中心、彩虹邨、彩雲邨、四順、秀茂坪、寶達邨、康盛花園、翠林邨、寶林、坑口、尚德邨、調景嶺、將軍澳市中心、清水灣半島及日出康城的深宵服務，於2018年7月17日起投入服務。

### 城巴N796線
- 日出康城 ↺ 旺角
- 尖沙咀 → 日出康城

於2005年5月1日凌晨投入服務，途經清水灣半島、將軍澳市中心、調景嶺、觀塘市中心、九龍灣、紅磡、尖沙咀、油麻地、旺角、九龍城、新蒲崗、彩虹邨及牛頭角，只於深宵時段提供服務。

### 城巴SP9線
- 未有資料，請加入至Module:香港巴士/lantau。

## 總站路線資料（專線小巴）

### 新界區專線小巴112A線
- 康城站 ↔ 峻瀅

### 新界區專線小巴112M線
- 康城站 ↔ 將軍澳工業邨

2011年2月14日凌晨起投入服務，並為日出康城居民與將軍澳工業邨上班或下班的市民提供服務。

## 途經路線資料（巴士）

### 九龍巴士290E線
- 將軍澳工業邨 ↔ 荃灣西站

2022年12月12日開辦，途經日出康城、清水灣半島、將軍澳市中心、將軍澳－藍田隧道、黃大仙、葵芳及荃灣，只於平日繁忙時間服務。

### 九龍巴士298X線
- 坑口（北） ↔ 美孚

2022年12月12日投入服務，途經清水灣半島、百勝角、日出康城、將藍公路、麗港城、觀塘繞道、新蒲崗、九龍城、旺角、深水埗及長沙灣。

### 城巴790線
- 清水灣半島 ↔ 尖沙咀（麼地道）

於2022年12月12日起投入服務，途經日出康城、將藍公路、麗港城、觀塘繞道、啟德隧道、東九龍走廊及佐敦。

### 城巴795線
- 將軍澳工業邨 ↔ 長沙灣（海達）

2022年12月12日開辦，途經日出康城、將藍公路、觀塘繞道、啟德隧道、東九龍走廊、油麻地、旺角、美孚、荔枝角，只於平日繁忙時間服務。

### 城巴798P線
- 將軍澳工業邨 ↔ 大圍站

於2022年10月3日投入服務，途經日出康城、百勝角、清水灣半島、將軍澳市中心、將軍澳隧道、觀塘繞道、大老山隧道、沙瀝公路、沙田圍、沙田市中心、美林邨及美松苑，只於星期一至五上午繁忙時間提供服務。

### 城巴798X線
- 將軍澳工業邨 ↔ 火炭（駿洋邨）

於2022年10月3日投入服務，途經日出康城、百勝角、清水灣半島、將軍澳市中心、將軍澳隧道、觀塘繞道、大老山隧道、沙瀝公路、沙田圍、沙田市中心、瀝源邨、禾輋邨及火炭，只於星期一至五繁忙時間提供服務。

### 過海隧道巴士690S線
- 坑口 ↔ 中環（交易廣場）

於2023年3月20日起投入服務，由九巴及城巴聯合經營，途經百勝角、日出康城、將藍公路、東區海底隧道、東區走廊、銅鑼灣（只限回程）、灣仔及金鐘，只於平日繁忙時間服務。

### 過海隧道巴士694S線
- 調景嶺站 ↔ 小西灣邨

於2023年3月20日起投入服務，由新巴營運，途經百勝角、日出康城、將藍公路、東區海底隧道、北角、鰂魚涌、西灣河、筲箕灣及柴灣，只於平日繁忙時間服務。

## 過往路線資料
- 城巴795P線
- 城巴796P線（縮短至將軍澳站）
- 新巴796X線
- 城巴798B線
- 九龍巴士98B線
- 九龍巴士98S線（縮短至坑口北）
- 九龍巴士298C線

## 車坑分佈

### 西南部分
| 車坑分佈（以入口最左邊起計） | 車坑分佈（以入口最左邊起計） | 車坑分佈（以入口最左邊起計）                                                   |
| 車坑編號                     | 座向                         | 路線                                                                           |
| ---------------------------- | ---------------------------- | ------------------------------------------------------------------------------ |
| 1                            | 西南                         | 九龍巴士98D、290E（往工業邨）、298X線                                          |
| 2                            | 東南                         | 九龍巴士290E（往荃灣）、290X、N290線 過海隧道巴士690S線                        |
| 3                            | 東南                         | 城巴790（往尖沙咀）、795（往長沙灣）、797、N796、R796線                        |
| 4                            | 東北                         | 過海隧道巴士694S線 城巴790（往清水灣半島）、795（往工業邨）、798P、798X、A28線 |

- 有紅字班次為雙向途經。

### 東北部分
| 車坑分佈（以入口最左邊起計） | 車坑分佈（以入口最左邊起計） | 車坑分佈（以入口最左邊起計） |
| 車坑編號                     | 座向                         | 路線                         |
| ---------------------------- | ---------------------------- | ---------------------------- |
| 1                            | 東北                         | 的士站                       |
| 2                            | 東北                         | 專線小巴112A、112M線         |

## 使用狀況
雖然連接商場，但與已入伙的日出康城早期發展的不少物業距離頗遠（如首都及領都），此公共運輸交匯處使用量較為稀少。居民多使用位於環保大道日出康城首都及領都外的一般巴士站，現時設有2條全日巴士路線來往日出康城與市區，不過連同其他繁忙時間路線均需要繞經環保大道日出康城首都及領都外，「自轉」（前往駿昇街掉頭）達10分鐘才能前往百勝角，相比之下使用約5分鐘便能步行整條康城路，導致居民卻步。

## 鄰近地方
- 港鐵康城站
- The LOHAS 康城
- 首都（日出康城第1期）
- 領都（日出康城第2期）
- 緻藍天（日出康城第3期）
- 晉海（日出康城第4期）
- MALIBU（日出康城第5期）
- LP6（日出康城第6期）
- MONTARA（日出康城第7期）
- SEA TO SKY（日出康城第8期）
- MARINI（日出康城第9期）
- LP10（日出康城第10期）
- 凱柏峰（日出康城第11期）（興建中）
- 日出公園
- 動感公園
- 康城路
- 日出大道
- 康城社區會堂
- 康城青年空間
- 峻瀅
- 峻瀅II
- 將軍澳南海濱長廊
- 將軍澳跨灣連接路
- 賽馬會香港足球總會足球訓練中心

## 外部連結
- 九巴 （页面存档备份，存于）
- 日出康城公共運輸交匯處 （页面存档备份，存于），城巴／新巴
- 香港巴士大典上的相关条目：康城站公共運輸交匯處